# Naturschutzgebiet Königsblick
Königsblick ist ein Naturschutzgebiet im Stadtteil Ikenhausen der ostwestfälischen Stadt Willebadessen im Kreis Höxter in Nordrhein-Westfalen.
Die Kreisstraße 21 trennt das Gebiet in einen kleineren nördlichen und einen größeren südlichen Teil. Der nördliche Teil besteht aus einem älteren Buchenhochwald, der durch Holzeinschlag, Nitrophyten und Müllablagerungen beeinträchtigt ist.
Das südliche Teilstück ist ein Waldmeister- bis Waldgersten-Buchenwald. Hier gibt es ein größeres Vorkommen des Türkenbundes, von dem aufgrund der hohen Wilddichte aber viele Pflanzen das Blütestadium nicht erreichen.
Nach Südosten hin fällt die Landschaft deutlich ab, so dass man vom Ostrand des Naturschutzgebietes einen guten Überblick über die Warburger Börde mit dem markanten Desenberg hat.

## Galerie

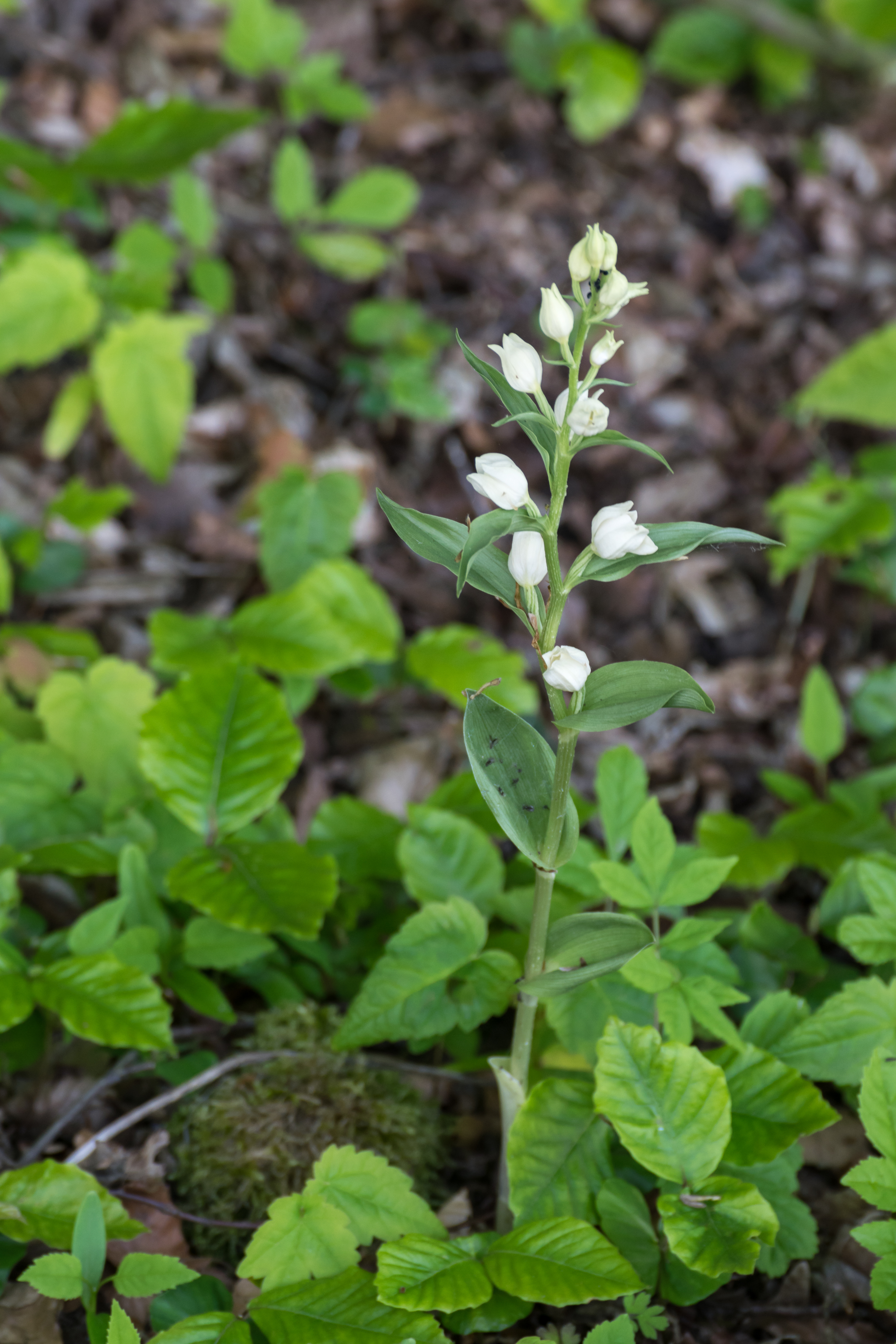
Weißes Waldvöglein am Ostrand
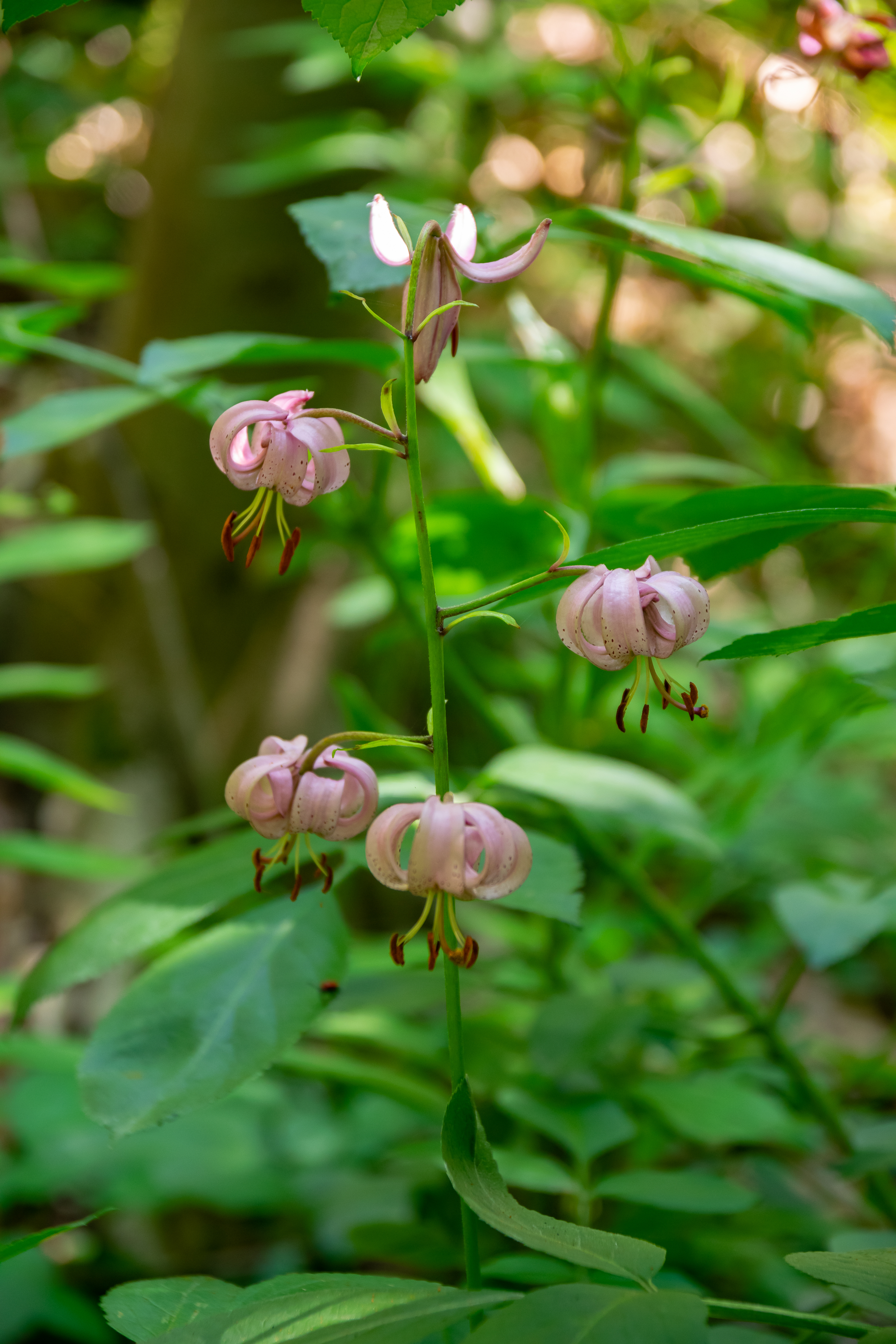
Türkenbund-Lilie
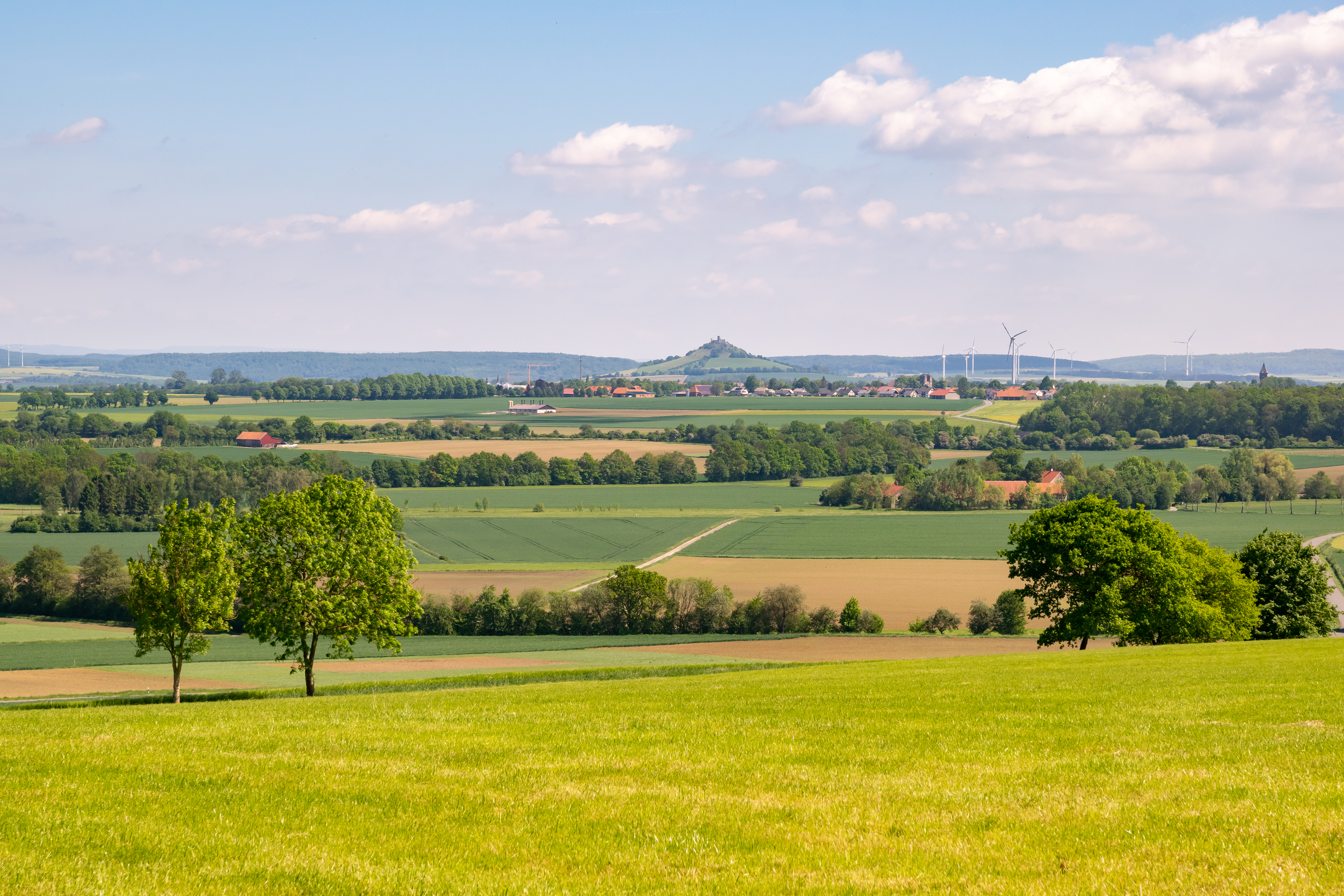
Blick in die Warburger Börde